# Jorj Morin
Pour les articles homonymes, voir Morin.
Jorj Morin (né à Cholet en 1909 et mort à La Possonnière en 1995), est un peintre et graveur français.

## Biographie
Jorj Morin est né à Cholet en 1909. Arrêté par la maladie au cours de ses études secondaires, il suit en solitaire des cours de dessin par correspondance et s'établit comme graphiste indépendant à Nantes en 1931. Il y exerce le métier de dessinateur publicitaire jusqu’au milieu des années 1960, participant ainsi à la vie économique de la région nantaise. 

Mais parallèlement et dès les années 1930, il poursuit une quête personnelle à travers la pratique du dessin, de la peinture, de la gravure à partir de 1947, puis, plus tard, par celle de la tapisserie et de la mosaïque. À ce titre, il fait partie, à Nantes, dès 1948, du groupe des peintres de la galerie Michel Columb, et, de 1949 à 1971, il assure la fonction de président de la section nantaise des Amis de l’Art fondée par Gaston Diehl. Puis il est membre actif du groupe  Archipel créé en 1970. De nombreuses expositions à Nantes, en France et à l’étranger, personnelles ou collectives, viennent ponctuer son activité de création. Sa proximité avec un autre peintre nantais Louis Ferrand, sera concrétisée par une exposition commune au château des ducs de Bretagne en 1991.

Jorj Morin aborde la décoration monumentale vers la fin des années 1960 et il réalise une trentaine d’œuvres dans des écoles et des lycées principalement. 
En 1980, il quitte Nantes pour s’installer à La Possonnière près d’Angers. Il y poursuit son œuvre de peintre et de graveur jusqu’à son décès le 13 mai 1995. 

## L’œuvre

### Dessin publicitaire
Durant trente années, il réalise de nombreuses affiches et décorations publicitaires pour l’industrie de la région nantaise, en particulier pour le secteur agroalimentaire. Cette activité est saluée par plusieurs distinctions, ainsi en 1950, il obtient le premier prix à l’Exposition Nationale de l’Affiche Alimentaire. Le musée d’histoire de Nantes a rendu un hommage tout particulier à l’œuvre publicitaire de Jorj Morin par une rétrospective (février-mai 2010) au château des ducs de Bretagne de Nantes avec édition d’un catalogue.

### Peinture
Après une quarantaine de peintures figuratives réalisées dans les années 1930-1953, Jorj Morin opte pour l’abstraction. Il s’exprime d’abord dans des formes structurées, constituées d’entrecroisements de lignes, faisant penser à une épure d’éléments végétaux, arbre, paysage ou barrière de champ (1954-1959). Puis il en vient à un jeu complexe de taches, rejoignant temporairement Jean Le Moal et Jean Bazaine (1960-1963) pour évoluer vers des formes plus affirmées (1964-1965).
En 1974, il adopte l’acrylique. De 1974 à 1985, sa peinture se développe  à partir de motifs géométriques, parfois en déséquilibre, évoquant le mouvement ou le passage, et  laissant libres des fonds très travaillés. Enfin, de 1986 à 1993, la peinture de Morin exprime une recherche de l’essentiel, avec une simplicité parfois extrême. Plus le dessin est simplifié, plus la matière des couleurs et des fonds est travaillée, donnant une impression de calme, de sérénité et de joie profonde. Le catalogue de l’œuvre peint comporte 480 titres.

### Gravure
Après avoir choisi la gravure sur bois pour l’illustration de La Vendée militaire (1944), et réalisé quelques lithographies, Jorj Morin, de retour à Nantes à la fin de la guerre, continue son travail d’édition avec Le Sang des Martyrs (1948) de Daniel Rops qu’il illustre, cette fois, de quinze gravures sur cuivre, à l’eau-forte, dont il assure lui-même les tirages sur une presse à bras. Elles sont la dernière production de la période figurative. Jorj Morin choisit durablement l’eau-forte comme technique de gravure. Ses gravures sont souvent, et de plus en plus au fur et à mesure que se développe cette œuvre, rehaussées de touches d’aquarelle, qui leur confèrent une note très gaie, souvent joyeuse, en accord avec la poésie des titres. La galerie Galarté a édité, en 1984, le catalogue bilingue pour la période 1945-1984. L’œuvre gravé comporte 505 eaux-fortes réalisées entre 1947 et 1992.
À la gravure, on peut rattacher les Microphanies — une invention de Jorj Morin — microgravures réalisées directement au format diapositive 24x36 mm et projetées en grande dimension. Parmi les 327 microgravures numérotées, on dénombre cinq suites distinctes destinées à l’édition, suites qui, à partir de 1968, donnent lieu, dans une confrontation à des œuvres musicales, à une présentation au cours de spectacles intitulés Cinq esquisses pour un nouveau spectacle,.

### Mosaïque
Jorj Morin fait ses premiers essais de mosaïque en 1961 et expose, en 1962, des tableaux en mosaïque à la galerie Michel Columb à Nantes. De 1962 à 1982, il crée ainsi dix huit tableaux et onze maquettes de mosaïques murales. À partir de 1966 et jusqu’en 1882, en réponse aux demandes d’architectes, il réalise trente œuvres monumentales notamment Naissance des signes, sur les murs de la Faculté des Lettres de Nantes. Selon les chantiers qui lui sont confiés, Morin explore l’espace : de la décoration des murs intérieurs ou extérieurs, il passe à la décoration d’espaces structurés, parcours ou cour d’accueil, dont il assure parfois lui-même la conception, comme à l’église Saint Marc de Rennes.
Cette exploration de l’espace se manifeste enfin par la création, dès 1966, de nombreuses stèles en mosaïques (46), ces “pierres levées”, qui deviennent sculptures aux deux faces colorées. Il convient d’y ajouter les sculptures modulaires, assemblages par juxtaposition, collage et emboîtement d’éléments réalisés en grès par Gustave Tiffoche, potier et ami de Morin, réalisés aussi en mousse plastique pour constituer un  jeu de construction d’éveil esthétique pour les enfants, voire en béton précontraint au lycée du Loroux-Bottereau pour une structure modulaire de trois mètres de haut.

### Tapisserie
Cinq ans après la grande exposition d’Art Sacré de 1947, Morin est sollicité pour la création de trois grandes tapisseries destinées au chœur de l’église du Grand-Auverné. Ces trois tapisseries constituent le début d’une profonde coopération avec l'Atelier Plasse Le Caisne, lequel tissera pour Jorj Morin sept autres tapisseries jusqu’en 1965.
En 1968, Morin entre à la galerie La Demeure, à Paris, galerie réputée pour son action en faveur de la tapisserie. Sa directrice, Denise Majorel, lui fait connaître Pierre Daquin, tisserand de Basse Lisse. Avec lui s’ouvre une période de création féconde : sortiront ainsi dix-huit tapisseries (1969-73) des ateliers de Saint-Cyr dirigés par Pierre Daquin, dont Combat pour la Vérité  pour le Palais de Justice de Beauvais, seize tapisseries (1970-83), des ateliers de l’École Régionale des Beaux-arts d’Angers dirigés par Pierre Cartron, qui lui-même réalisa quatre tapisseries miniatures, à contre-courant des tendances monumentales de la tapisserie de l'époque; enfin, treize tapisseries (1973-82) tissées par Edith Morin, fille de Jorj Morin, dont Matin fragile et Naissance du jour traduisent la recherche d’une nouvelle lumière, diaphane, comme celle qui s’exprime dans les lavis des aquarelles. À ces soixante et une tapisseries, il convient d’ajouter une tapisserie (1966) tissée par J. Bascoulergue pour les tapisseries d’Aubusson.
Une rétrospective de cette œuvre s’est tenue en 1991 au musée Jean Lurçat d'Angers.

### Édition
Jorj Morin publie ses notes sur le peintre et la peinture sous le titre Naissance de la peinture en 1972 aux Éditions Grasset. Auparavant plusieurs livres avaient fait l’objet de publications : des livres pour enfants, Les 13 Lutins de la maison (1933), Le Petit Poucet (1933), et des livres d’art illustrés de gouaches, De l’Avarice (1944), Un Cœur simple (1945), L’Archipel fleuri (1946) avec Paul Fort, ou illustrés de gravures, Images de la Vendée militaire (1944) et Le Sang des Martyrs (1947) de Daniel Rops.
Plus tard, quelques séries de dessins qui traduisent sa proximité avec la poésie donneront lieu à publication,  Champ carré (1974) et Oiseaux (1987). Enfin, il illustre de gravures originales Godaille, un recueil de poèmes de son ami Yves Cosson.

## Rétrospectives et principales expositions
- 1975 : Rétrospective Jorj Morin, Peinture, gravure, dessin. Musée des Beaux-arts de Nantes, Conservateur M. Souviron, juin-septembre.
- 1992 : Rétrospective Jorj Morin, Tapisseries, peintures, gravures, dessins. Musée Jean-Lurçat et de la tapisserie contemporaine, Angers, novembre 1991-mars 1992.
- 2005 : Les Ateliers de Jorj Morin. Université permanente, Ateliers et Chantiers de Nantes.
- 2010 : Jorj Morin, Nantes et la Pub, l’œuvre publicitaire. Musée d’Histoire de Nantes, Château des ducs de Bretagne, février-mai 2010.
- 2012 : Jeux de Construction, créations monumentales de Jorj Morin, Maison de l’Avocat, Nantes.

Principales Galeries en France exposant ou ayant exposé Jorj Morin : Synthèse, La Demeure, Galarté, A. Laurentin, à Paris. L’œil écoute à Lyon, Le Scribe, Le Sphynx à Montauban, Michel Columb, Convergence, Antiquités Thébaud à Nantes, Gloux à Concarneau.
Expositions personnelles à l’étranger : Bruxelles, Essen-Werden, Hamburg, Augsburg, Köln.

### Filmographie
- L'A.R.H.A. (Association de Recherches Historiques des Artistes de Nantes) dont un des buts principaux est de conserver la mémoire des artistes nantais, réalise en 1990-91 un film sur Jorj Morin, sous la direction de Vincent Rousseau, conservateur au Musée des Beaux-arts de Nantes.
- Un second film est tourné par la jeune réalisatrice Marie Boivin sur le montage de l'exposition au musée Jean Lurçat à Angers en 1992.
- Un troisième film de 52 min sera produit en 1993 par l'Université de Nantes, formation continue, et réalisé par Lucien Seroux, Université de Nantes, sous la direction de Patrick Morand et Georges Fargeas - Formation Continue, Production Audiovisuelle et Multimédia Programmes européens de Formation à distance. Ateliers et Chantiers de Nantes - 44200 Nantes.